# Cúria Júlia
A Cúria Júlia (em latim: Curia Iulia, em italiano:  Curia Iulia) é um antigo edifício onde eram realizadas assembleias do senado da Roma Antiga, o terceiro a receber o nome de "Cúria". Foi construído em 44 a.C., quando Júlio César substituiu a Cúria Cornélia, reconstruída por Fausto Cornélio Sula, que por sua vez havia substituído a Cúria Hostília. César tomou esta decisão para rearranjar os espaços dentro do Comício e do Fórum Romano. Essas alterações dentro do Comício reduziram a importância do edifício do senado, e abriram mais espaço. A obra, no entanto, foi interrompida pelo assassinato de César, no Teatro de Pompeu, onde o senado estava se reunindo temporariamente enquanto o edifício estava sendo terminado. O projeto eventualmente foi concluído pelo sucessor de César, o primeiro imperador romano, Augusto, em 29 a.C..
A Cúria Júlia é uma das poucas estruturas romanas a ter sobrevivido intacta aos dias de hoje, devido à sua transformação na basílica de Santo Adriano no Fórum, no século VII.

## História
Existiram diversas cúrias ao longo da história da civilização romana, muitas ao mesmo tempo. O termo cúria (curia) indicava apenas um local onde eram realizadas assembleias. Embora o senado de Roma se reunisse regularmente na cúria situada dentro do espaço do Comício, diversas outras estruturas eram utilizadas para este propósito de acordo com a necessidade, como por exemplo quando o senado precisava se reunir com alguém que não tinha permissão de acesso às cúrias que haviam sido consagradas religiosamente.
A Cúria Júlia foi o terceiro edifício a receber o nome de cúria dentro do Comício. Cada uma destas estruturas foi reconstruída diversas vezes, porém se originaram de um único templo etrusco construído para homenagear a trégua do conflito com os sabinos. Quando o templo original foi destruído, Túlio Hostílio a reconstruiu e batizou-a com o seu nome (Cúria Hostília). Este edifício perdurou por alguns séculos, até ser destruída por um incêndio; a nova estrutura foi dedicada a seu financiador, Lúcio Cornélio Sula. A estrutura que atualmente se ergue no Fórum Romano é a segunda encarnação da cúria de Júlio César. De 81 a 96 o edifício foi restaurado, durante o reinado do imperador Domiciano. Em 283, o edifício foi danificado com seriedade por um incêndio, durante o período do imperador Carino, e de 284 a 305 foi reconstruído por Diocleciano. São as ruínas deste período que estão conservadas hoje em dia. Em 412, a Cúria foi restaurada novamente, desta vez pelo prefeito urbano Ânio Eucário Epifânio.
Em 10 de julho de 1923, o governo do Reino de Itália adquiriu a Cúria Júlia e o convento adjacente, da Igreja de Santo Adriano, por 16 000 liras, do Collegio di Spagna.

## Planimetrias
Da mais antiga para a mais recente.

### Detalhe do Comício
| Planimetria do Comício (antes de César) |
| --- |
| Cúria Júlia Templo da Concórdia Altar de Saturno Umbilicus Urbis Senáculo Rostra Antiga Lápis Níger Basílica Pórcia Basílica Opímia Cúria Hostília Cárcere Grecóstase Coluna Mênia Área Volcanal |
| Em pontilhado, o traçado do Comício arcaico. Em cinza, a silhueta da Cúria Júlia, como indicativo de posição.                                                                                    |

### Fóruns imperiais
| Planimetria dos fóruns imperiais de Roma |
| --- |
| Pórtico Curvo Pórtico Purpúreo Secretaria do Senado Plano de Mármore Templo da Via Sacra Biblioteca Vico Cúprio Arco de Trajano Arco de Druso Arco de Gêrmanico Pórtico Absidado Quadriga Estátua equestre Fórum de Trajano Mercado de Trajano Biblioteca Úlpia Coluna de Trajano Basílica Úlpia Basílica Argentária Templo de Marte Vingador Templo de Minerva Templo da Paz Fórum de César Templo da Vênus Genetrix Átrio da Liberdade Estátua equestre Fórum Romano Cúria Júlia Basílica Emília Subura Fórum de Nerva Fórum de Augusto Fórum da Paz |